# Pauli Kaʻōleiokū
Pauli Kaoleioku (havajski Pauli Kaʻōleiokū) (1767. – 1818.) bio je havajski princ.

## Životopis
Pauli je rođen 1767. godine. Njegova je majka bila kraljica Kānekapōlei. Nije točno razjašnjeno tko mu je bio otac. Kānekapōlei je bila supruga kralja Kalaniopuu-a-Kaiamamaa te ljubavnica njegova nećaka, Kamehamehe I. Velikog.
Službeno je prihvaćeno da je bio najstariji (i nezakonit) sin Kamehamehe I. Brat mu je bio poglavica Keōua Kuahuʻula.
Imao je dvije supruge, Keouawahine i Kahailiopuu Luahine, te dvije kćeri, Kalani Pauahi (postala je kraljica) i Lauru Kanaholo Koniju.
Bio je djed Rute Keelikolani i Berenike Pauahi Bishop.